# بحيرة أوسكوانا
بحيرة أوسكوانا هي بحيرة تقع في قلب وادي بوتنام بولاية نيويورك بالولايات المتحدة.
مساحتها 386 فدان (1.6 كم 2) بحيرة لها عمق يتراوح من 25 قدم (7.6 م) إلى 30 قدم (9.1 م) . تتغذى البحيرة عن طريق تيار من نهايتها الشمالية وتصب في أوسكوانا كريك في منتصف الشاطئ الجنوبي الشرقي. وهي تقع بين سلسلتين من التلال. يندمج أوسكوانا كريك في بيكسكيل هولو كريك بالقرب من تقاطع طريق بيكسكيل وهولو وطريق بحيرة أوسكوانا في وادي بوتنام، قرية بحيرة بيكسكيل.
يوجد حول البحيرة عدد من المنازل، وتشكيل صخري غريب (صخور الأوز) في وسط البحيرة، يمكن الوصول إليه بأمان عن طريق قوارب الكاياك أو الزورق. توفر بحيرة أوسكوانا الترفيه الصيفي، ويستخدم بعض السكان المحليين البحيرة لركوب القوارب والسباحة وصيد الأسماك - من أحد الشواطئ العديده الخاصة بالبحيرة.
تتميز بمجموعة متنوعة من الحياة البرية بما في ذلك الأسماك والأوز الكندي وثعابين الماء والسلاحف وطائر اللقلق في بعض الأحيان. في الصيف يتم تنظيفها بانتظام بواسطة حاصدة الأعشاب الطافية.  في الشتاء، تتجمد البحيرة وتسمح بالتزلج على الجليد والصيد على الجليد. تقول الأسطورة أن هناك العديد من السيارات في قاع البحيرة عندما لم يكن الجليد سميكًا بدرجة كافية.[بحاجة لمصدر]
من المعروف أن بيب روث قضى بعض الوقت على البحيرة التي تضم العديد من الفنادق والمنتجعات في الثلاثينات. كان المفضل لديه يسمى الكازينو.  ساكن سابق آخر هو روي شيدر . تم تصوير منزل شيدر، الذي لا يزال مملوكًا لزوجته السابقة، في مشهد منزل بحيرة أديرونداك في حلقة سوبرانو ، «أفلام سوبرانو المنزلية».

## أنظر أيضًا
- بحيرة ورثير سي
- بحيرة سوبيريور
- بحيرة أكفادو

## روابط خارجية
- البحيرة عام 1865
- مقالة نيويورك تايمز
- وادي بوتنام